# Jean d'Estresse
Jean d’Estresse ou d’Estresses, né en 1582, mort le 12 avril 1646 à Miradoux (Gers), est un prélat catholique français, évêque de Lectoure.

## Biographie
Jean est le deuxième fils de Gaspard de Roquet, seigneur d’Estresse, et d’Isabeau de Plas ou de Plaz, famille noble du Rouergue et du Quercy et sœur de l'évêque Léger de Plas. On ignore tout de son éducation mais le Saint-Siège accepte de considérer qu'il est magister et détient donc sans doute une licence en théologie lors de son élévation à l'épiscopat. 
Son oncle étant évêque de Lectoure, il fait partie de son entourage et il est encore sous-diacre lorsqu'il devient son coadjuteur le 3 août 1609 ; il est alors consacré en octobre évêque avec le titre honorifique (in partibus) d'évêque de Laodicée (de). Jusqu’en 1620 ils gouvernent ensemble le diocèse. Puis, sans doute lassé de ses conflits avec le gouverneur de la ville, le Protestant M. de Fontrailles, Léger se retire, sans résigner son siège, dans sa maison de famille de Curemonte (Corrèze) où il meurt en 1635. Le coadjuteur est nommé comme successeur et administre son diocèse par une vie « abondante en bonnes œuvres, soutenues par  l’exemple d’une austère pénitence ». En 1625, il plaide devant le Parlement de Toulouse pour obtenir le droit de siéger aux réunions de la jurade et du bureau des pauvres. Son action s’inscrit dans le cadre de la Contre-Réforme, qui va prendre progressivement un tour rigoriste. Il soutient la création à Lectoure d’un collège et son choix le porte vers les Oratoriens ou les Doctrinaires, de préférence aux Jésuites. Ce sont les Doctrinaires qui sont finalement choisis par les consuls pour administrer ce qui sera le Collège des Doctrinaires. Vers la fin de sa vie, il fait partie des évêques qui approuvent l’ouvrage d’Antoine Arnauld sur La Fréquente Communion. C’est le premier pas vers le  jansénisme qui triomphera plus tard à Lectoure. Ses deux successeurs ne seront que peu de temps pour l’un, et pas du tout à Lectoure pour l’autre, mais les suivants seront engagés dans ce mouvement, avec le couvent des Carmélites fondé par Antoine de Roquelaure et dont, en tant que coadjuteur, il avait approuvé la fondation. Il fait de nombreuses visites dans son diocèse et c’est au cours de l’une d’elles, à Miradoux, qu’il meurt d’une pleurésie, âgé de 64 ans, le 12 avril 1646. Après son décès, on trouve dans ses affaires selon la Gazette de France : « une chaisne de fer garnie de pointes et... plusieurs disciplines, haire et cilices  ».
La cathédrale Saint-Gervais-Saint-Protais de Lectoure conserve plusieurs objets d’art et mobiliers dus à Jean d’Estresse, dans cette période où la nef a été reconstruite mais où le chœur est encore dans son état provisoire. Plusieurs toiles portent les armes de l’évêque : d’azur, au chevron d’or accompagné de trois fers de lance de même, posés deux en chef, & l’autre à la pointe de l’écu. Sur l’une d’elles, on peut voir la cathédrale en ruine après les destructions protestantes de 1561.